# XLIX Festival del Huaso de Olmué
El XLIX Festival del Huaso de Olmué se realizó los días 25, 26, 27 y 28 de enero de 2018 en el Parque El Patagual, ubicado en Olmué, Chile.
Fue transmitido por Televisión Nacional de Chile (TVN), canal que se adjudicó la licitación hasta 2020, y por la señal internacional TV Chile. Con respecto a las ediciones anteriores de este festival, se agregó una noche más al certamen, pasando de ser tres noches a un total de cuatro jornadas.

## Artistas

### Musicales
- Residente
- Cami
- Moral Distraída
- Enanitos Verdes
- La Cumbia
- Los Huasos Quincheros
- Gipsy Kings
- Santaferia
- Gepe
- Jordan

### Humor
- Felipe Avello
- Edo Caroe
- Rodrigo González
- Álvaro Salas

## Programación y desarrollo

### Día 1 - jueves 25 de enero
| N.º | Nombre | Género/Tipo | Lista de temas/Rutina |
| --- | --- | --- | --- |
| O   | Obertura (Música folclórica de Latinoamérica) Ver lista 1. Perú: Sacachispas 2. Colombia: Mix cumbia tradicional 3. Colombia: Prende vela 4. Venezuela: Alma llanera 5. Bolivia: Llévame 6. Argentina: La Yapa 7. Haití: Yanvalou 8. Chile: Destreza Huasa 9. Chile: Cantemos querido amigo | Obertura (Música folclórica de Latinoamérica) Ver lista 1. Perú: Sacachispas 2. Colombia: Mix cumbia tradicional 3. Colombia: Prende vela 4. Venezuela: Alma llanera 5. Bolivia: Llévame 6. Argentina: La Yapa 7. Haití: Yanvalou 8. Chile: Destreza Huasa 9. Chile: Cantemos querido amigo | Obertura (Música folclórica de Latinoamérica) Ver lista 1. Perú: Sacachispas 2. Colombia: Mix cumbia tradicional 3. Colombia: Prende vela 4. Venezuela: Alma llanera 5. Bolivia: Llévame 6. Argentina: La Yapa 7. Haití: Yanvalou 8. Chile: Destreza Huasa 9. Chile: Cantemos querido amigo |
| 1   | Residente | Cantautor de rap y música urbana | Ver lista 1. «Somos anormales» 2. «Baile de los pobres» 3. «El aguante» 4. «Desencuentro» 5. «Dagombas en tamale» 6. «Atrévete-te-te» 7. «La cumbia de los aburridos» 8. «La vuelta al mundo» 9. «Latinoamérica» 10. «Vamo' a portarnos mal»                                                |
| 2   | Felipe Avello | Humorista | Humorista |
| 3   | Competencia folclórica (1° ronda) | Competencia folclórica (1° ronda) | Competencia folclórica (1° ronda) |
| 4   | Cami Gallardo | Cantante | Ver lista 1. «Abrázame» 2. «Más de la mitad» 3. «Ven» 4. «No es real» 5. «Un poco más de frío» 6. «Fuerte» |
| 5   | Moral Distraída | Banda musical | Ver lista 1. «Hacerlo de día» 2. «Probarlo todo» 3. «La funa» 4. «Que pasará» 5. «Canción bonita» 6. «El menú» |

### Día 2 - viernes 26 de enero
| N.º | Nombre                            | Género/Tipo                       | Lista de temas/Rutina |
| --- | --------------------------------- | --------------------------------- | --- |
| 1   | Edo Caroe                         | Humorista                         | Humorista |
| 2   | Enanitos Verdes                   | Grupo musical                     | Ver lista 1. «Mariposas» 2. «No me verás» 3. «Te vi en un tren» 4. «El extraño de pelo largo» 5. «Amores lejanos» 6. «La muralla verde» 7. «Mi primer día sin ti» 8. «Tus viejas cartas» 9. «Luz de día» 10. «Por el resto» 11. «Tu cárcel» 12. «Guitarras blancas» 13. «Lamento boliviano» |
| 3   | Rodrigo González                  | Humorista                         | Humorista |
| 4   | Competencia folclórica (2° ronda) | Competencia folclórica (2° ronda) | Competencia folclórica (2° ronda) |
| 5   | La Cumbia                         | Grupo musical                     | Ver lista 1. «Ya llegó el sabor» 2. «Ritmo de cumbia» 3. «Engañadora» 4. «Chica parrandera» 5. «Loco de amor» 6. «Porque te amo» 7. «Corazón» de Los Auténticos Decadentes 8. «No te marches» (Tony Ángel) 9. «Cuándo estamos juntos» (Tony Ángel) 10. «Regresa amor»                       |

### Día 3 - sábado 27 de enero
| N.º | Nombre                             | Género/Tipo                        | Lista de temas/Rutina |
| --- | ---------------------------------- | ---------------------------------- | --- |
| 1   | Los Huasos Quincheros              | Grupo folclórico                   | Ver lista 1. «Viejo pregón» 2. «Chile lindo» 3. «Selección la pollita» 4. «Cocorocó» 5. «Quincheros en el tiempo» 6. «El corralero»                                                    |
| 2   | Gipsy Kings                        | Grupo musical                      | Ver lista 1. «Báilame» 2. «A tu vera» 3. «La dona» 4. «Un amor» 5. «Djobi Djoba» 6. «Quiero saber» 7. «Volaré» 8. «A mi manera» 9. «Bem Bem María» 10. «Bamboleo» 11. «Vamos a bailar» |
| 3   | Rodrigo Villegas                   | Humorista                          | Humorista |
| 4   | Competencia folclórica (Semifinal) | Competencia folclórica (Semifinal) | Competencia folclórica (Semifinal) |
| 5   | Santaferia                         | Grupo Musical                      | Ver lista 1. «Sákate 1» 2. «La espina» 3. «Si te marchas. No hay manera» 4. «Baila mi cumbia» 5. «El gil de tu ex» 6. «Haciendo nada» 7. «Asociégate cahorra»                          |

### Día 4 - domingo 28 de enero
| N.º | Nombre                           | Género/Tipo                      | Lista de temas/Rutina |
| --- | -------------------------------- | -------------------------------- | --- |
| 1   | Álvaro Salas                     | Humorista                        | Humorista |
| 2   | Gepe                             | Cantautor                        | Ver lista 1. «Hambre» 2. «Hablar de ti» 3. «Marinero capitán» 4. «Punto final» 5. «Solo» (con María Esther Zamora) 6. (Medley de cuecas con María Esther Zamora): «La niña que está bailando» «Arráncame el corazón» «Adiós Santiago querido» 7. «Fruta y té» 8. «Bomba Chaya» 9. «Invierno» 10. «Flor del Canelo» 11. «En la naturaleza» |
| 3   | Competencia folclórica (Ganador) | Competencia folclórica (Ganador) | Competencia folclórica (Ganador) |
| 5   | Jordan                           | Cantante tropical                | Ver lista 1. «Ahora regresas» 2. «Fuera» 3. «Quiero hacerte el amor» 4. «Noche de pasión» 5. «¿Y qué pasó...?» 6. «Lo que te perdiste» 7. «Mix Sound» |

## Competencia
El ganador de la competencia folclórica del Festival del Huaso de Olmué se convierte en poseedor de un Guitarpín de Oro y un premio monetario.
| Título                       | Intérprete(s)                        | Lugar     |
| ---------------------------- | ------------------------------------ | --------- |
| "Zambos caporales"           | Winston Moya Cortés y Grupo Vendaval | Ganador   |
| "Trote moreno"               | María Perlita                        | 2.° Lugar |
| "En estas tierras benditas"  | Karina Fuentes y Soto Trío           | 3.° Lugar |
| "Suyai"                      | Grupo Manantial                      | 4.° Lugar |
| "Los desdenes de tu amor"    | Loreto Quevedo y Los Ahumada         | Eliminado |
| "Ya me voy camino al pueblo" | Los Metayponga                       | Eliminado |
| "Valsecito desafinado"       | Grupo Altamar                        | Eliminado |
| "Bella esfera"               | Ankaly                               | Eliminado |

### Jurados
- Scarleth Cárdenas
- Ricardo de la Fuente
- Luis Le-Bert
- Felipe Braun
- Andrea Arístegui[2]

## Audiencia
Noche más vista.
     Noche menos vista.
| Noche | Día     | Fecha               | Horario       | Índice de audiencia | Puesto diario |
| ----- | ------- | ------------------- | ------------- | ------------------- | ------------- |
| 1     | Jueves  | 25 de enero de 2018 | 22:01 - 02:44 | 11,2                | Noveno        |
| 2     | Viernes | 26 de enero de 2018 | 22:00 - 02:49 | 13,1                | Tercero       |
| 3     | Sábado  | 27 de enero de 2018 | 22:00 - 02:06 | 13,6                | Primero       |
| 4     | Domingo | 28 de enero de 2018 | 21:59 - 01:50 | 14,8                | Primero       |